# 永兴街道 (长春市)
永兴街道，是中华人民共和国吉林省长春市南关区下辖的一个乡镇级行政单位。
2018年变动后，永兴街道位于新城大街以东，福祉大路以南，净月大街以西，净乙六路以北。辖区面积14平方公里，辖潭南、锦竹、聚业、远洋4个社区和潭南、勤俭、永新3个村，人口5.31万人。永兴街道办事处驻原永兴街道办事处办公地点。
2023年3月17日行政区划调整。调整后，管辖范围为聚业大街以东，福祉大路以南，净月大街以西，天新路以北。

## 行政区划
永兴街道下辖以下地区：
潭西社区、潭南社区、潭北社区、永安社区、农场社区、农大社区和金穗社区。
2023年3月17日行政区划调整后，下辖锦竹、远洋、柳莺、天泽4个社区和勤俭1个行政村。